# Antonín Řehoř
Antonín Řehoř (25. února 1881 Buková – ?) byl český podvodník působící v letech 1906–1938 po celém světě.

## Mládí
Antonín Řehoř se narodil 25. února 1881 v Bukové u Nových Hradů. Narodil se do bohaté rodiny. Jeho otec Jindřich Řehoř byl nájemcem hraběcího dvora v Bukové (čp. 47), na jehož místě doposud stojí velký statek s dvorem. Kolem roku 1905 odjel do Vídně za prací.

## První zločiny
U jeho prvních zločinů se ve většině případů nejednalo o podvody. Byly to spíše krádeže. Svůj první zločin provedl v roce 1906, když vykradl pokladnici svého zaměstnavatele ve Vídni, za což šel na 1 rok do vězení. Po propuštění jel do Berlína, kde vykradl skladiště, a opět šel do žaláře na jeden rok. Poté jel do Prahy, kde začal pracovat pro firmu, která měla vyrábět hasicí přístroje. Na zahájení výroby vybral milion korun, se kterými odjel do Ameriky a firmu opustil. Procestoval skoro celou Ameriku a nadále okrádal různé osoby a podniky. V roce 1912 dokonce vykradl banku v Saint Louis. Kolem roku 1920 se vrátil zpět do Prahy.

## Podvody v Chicago-Filmu
Po návratu z Ameriky se Antonín Řehoř ubytoval v centru Prahy na adrese Pštrossova 7. Díky svému vystupování získal důvěru okolí a v roce 1920 se stal ředitelem filmové půjčovny Chicago-Film sídlící v paláci Lucerna ve Vodičkově ulici. Ředitelem byl až do roku 1923, kdy se zjistilo, že firmu okradl o více než půl milionu korun.
Vyměňoval složenky firmy za svoje vlastní, a tak se peníze připisovaly na jeho účet. Dále si částečně nechával peníze za propůjčené filmy, což postupně dohromady dalo 174 000 Kč. Když dala majitelka půjčovny Libuše Vacková Řehořovi směnku s pokynem, aby ji vyplnil na 10 000 Kč pro výplatu personálu firmy, vyplnil ji na 100 000 a zbytek si ponechal. Další Řehořův podvod souvisel opět se směnkami v úhrnné hodnotě 100 000 Kč, které mu byly svěřeny pouze k uschování.
V únoru 1924 byl Antonín Řehoř dodán k zemskému trestnímu soudu v Praze (dnes Městský soud v Praze ve Spálené ulici). Řehoř přišel k soudu skvěle oblečený a přinesl si s sebou spoustu dokumentů, pomocí kterých dokazoval, že se nejednalo o podvod. Řehoř byl však shledán vinným a odsouzen na 2 roky do trestnice v Kartouzích. Když bylo toto rozhodnutí proneseno, obžalovaný Řehoř spadl na zem a předstíral, že omdlel. Ihned se ovšem zase zvedl a prosil o odklad trestu. Nebylo mu vyhověno.

## Klenotnictví na Národní
Po dokončení dvouletého trestu v trestnici v Kartouzích se Antonín Řehoř vrátil do Prahy. Šel za svým synovcem Jindřichem Pellerem, který bydlel na Smíchově v ulici Elišky Peškové. Antonín Řehoř Jindřicha Pellera poprosil, zda by u něj nemohl bydlet. Peller zprvu nesouhlasil, protože mu Antonín Řehoř udělal v minulosti ostudu, ale Řehoř uvedl, že má v úmyslu začít nový život, čímž přesvědčil svého synovce. Nejen, že mu Peller umožnil u sebe bydlet, ale také si na něj v roce 1927 otevřel na adrese Národní 23 klenotnictví. Jindřich Peller mu podepsal plnou moc a více se o klenotnictví nezajímal. 
Antonín Řehoř zprvu vedl klenotnictví tak, jak má, a prohlašoval, že sám je majitelem klenotnictví. Postupem času si získal důvěru zákazníků a jiných klenotníků, kteří mu dávali šperky a zboží do komisního prodeje. Vše, co dostal do komisního prodeje, zastavil v zastavárnách a zástavní listy dále zpeněžil. Tímto zpronevěřil zboží v hodnotě více než 1 700 000 Kč.
Řehoř si nechal na začátku roku 1929 udělat cestovní pas do všech zemí světa a pár dní na to odjel do Vídně, kde se ubytoval v hotelu Kummer pod falešnou identitou Josef Reiss. První trestní oznámení proti Řehořovi bylo podáno až 22. ledna 1929 a během pár následujících dní jich přišlo dohromady přes 40. Řehořův synovec Jindřich Peller byl mezitím v Praze vyslýchán a zjišťovaly se další informace. Poté si Antonín Řehoř nechal udělat vízum do Řecka, a když obdržel telegram od továrníka ze severních Čech, tak se před obsluhou zmínil, že telegram pochází z Řecka. Tím mohl vyvolat dojem, že se tam chystá odcestovat. Pár dní na to odjel neznámo kam. Policie po Řehořovi dále pátrala, ale postupem času to začala vzdávat.

## Život v Londýně
Antonín Řehoř se po nějaké době ubytoval v Londýně, kde vystupoval jako bohatý baron von Eisenstein, což bylo jméno inspirované jeho babičkou Julie z Eisensteinu. Zval si k sobě mnoho bohatých lidí, ze kterých dále lákal peníze. Jako zástupce textilní továrny se pokusil v srpnu roku 1938 dovézt z Čech do Londýna látky, které by poté zpeněžil v zastavárnách. To se mu ovšem nepovedlo, neboť netušil, že po něm budou londýnské zastavárny chtít účet, a tak ho Scotland Yard dal do vazby a zaslal tuto informaci do Čech. Zhruba 2 týdny na to byla podepsána Mnichovská dohoda, a tak se o Řehoře přestala zajímat česká i londýnská policie a vyhnul se tedy jakémukoli trestu.